# رادار تبريز
رادار تبريز هي قرية في مقاطعة تبريز، إيران. عدد سكان هذه القرية هو 1,189 في سنة 2006.